# あんたへ
『あんたへ』は、2013年11月20日にソニー・ミュージックアソシエイテッドレコーズから発売された、amazarashiの7枚目のミニアルバム。

## 概要
前作「ねえママ あなたの言うとおり」から7カ月ぶりのリリースとなる。9月30日に東京・LIQUIDROOM ebisuで開催された対バンライブ「TK from 凛として時雨×amazarashi」で披露された「あんたへ」「匿名希望」の2曲を含む全7曲入りとなる。初回限定盤には、歌詞などを掲載した文庫本型ブックレットとライブDVDが付属する。
また、「amazarashi LIVE TOUR 2014『あんたへ』」を2014年1月11日の東京・Zepp Tokyoを皮切りに、名古屋、福岡、大阪、札幌の計5都市で開催される。

## 収録曲
| 全作詞・作曲: 秋田ひろむ。 |                    |            |            |      |
| #                          | タイトル           | 作詞       | 作曲・編曲 | 時間 |
| 1.                         | 「まえがき」       | 秋田ひろむ | 秋田ひろむ | 1:56 |
| 2.                         | 「あんたへ」       | 秋田ひろむ | 秋田ひろむ | 6:22 |
| 3.                         | 「匿名希望」       | 秋田ひろむ | 秋田ひろむ | 4:11 |
| 4.                         | 「冷凍睡眠」       | 秋田ひろむ | 秋田ひろむ | 4:47 |
| 5.                         | 「ドブネズミ」     | 秋田ひろむ | 秋田ひろむ | 5:01 |
| 6.                         | 「終わりで始まり」 | 秋田ひろむ | 秋田ひろむ | 5:45 |
| 7.                         | 「あとがき」       | 秋田ひろむ | 秋田ひろむ | 2:07 |
| 合計時間:                  | 合計時間:          | 30:01      |            |      |

| #  | タイトル     | 作詞 | 作曲・編曲 |
| -- | ------------ | ---- | ---------- |
| 1. | 「匿名希望」 |      |            |
| 2. | 「MC」       |      |            |
| 3. | 「あんたへ」 |      |            |